# Basketball-Ozeanienmeisterschaft der Damen 2011
Die Basketball-Ozeanienmeisterschaft der Damen 2011, die vierzehnte Basketball-Ozeanienmeisterschaft der Damen, fand zwischen dem 7. und 11. September 2011 in Brisbane, Melbourne sowie Sydney, Australien statt, das zum fünften Mal alleine die Meisterschaft ausrichtete. Gewinner war der Gastgeber, der zum dreizehnten Mal den Titel erringen konnte. In der Serie konnte Neuseeland klar 3:0 geschlagen werden. 

## Spielorte
| Ort       | Spielstätte                     | Kapazität |
| --------- | ------------------------------- | --------- |
| Brisbane  | Brisbane Entertainment Centre   | 14.500    |
| Melbourne | State Netball and Hockey Centre | 3.500     |
| Sydney    | Sydney Entertainment Centre     | 10.517    |

## Schiedsrichter
Tim Brown

 Elena Chernova

 Vaughan Mayberry

 Gavin Whiu

## Teilnehmende Mannschaften
Australien
| Nummer | Position | Name                  | Geburtsdatum | Größe      |
| ------ | -------- | --------------------- | ------------ | ---------- |
| 4      | PG       | Natalie Hurst         | 08.04.1983   | 1,63 Meter |
| 5      |          | Rachael Kate Flanagan | 05.04.1982   |            |
| 6      | PF       | Abby Bishop           | 29.11.1988   | 1,88 Meter |
| 7      | SF       | Carly Wilson          | 08.07.1982   | 1,80 Meter |
| 8      | C        | Suzy Batkovic         | 17.12.1980   | 1,95 Meter |
| 9      | PF       | Tess Madgen           | 12.08.1990   | 1,90 Meter |
| 10     |          | Nicole Hunt           | 15.10.1988   | 1,67 Meter |
| 11     | PF       | Laura Summerton       | 13.12.1983   | 1,88 Meter |
| 12     | C        | Elyse Penaluna        | 23.04.1988   | 1,93 Meter |
| 13     |          | Hanna Zavecz          | 21.08.1985   | 1,83 Meter |
| 14     | PF       | Marianna Tolo         | 02.07.1989   | 1,96 Meter |
| 15     |          | Jessica Bibby         | 23.08.1979   | 1,70 Meter |

 Neuseeland
| Nummer | Position | Name                 | Geburtsdatum | Größe      |
| ------ | -------- | -------------------- | ------------ | ---------- |
| 4      |          | Micaela Cocks        | 02.05.1986   | 1,74 Meter |
| 5      |          | Jelena Vucinic       | 01.08.1991   | 1,75 Meter |
| 7      | SF       | Antonia Edmondson    | 10.05.1987   | 1,81 Meter |
| 8      |          | Natalie Taylor       | 24.12.1982   | 1,82 Meter |
| 9      | SG       | Suzannah Bates       | 16.09.1987   | 1,73 Meter |
| 10     | PF       | Lisa Wallbutton      | 14.01.1986   | 1,83 Meter |
| 11     | SG       | Kate McMeeken-Ruscoe | 19.11.1979   | 1,73 Meter |
| 12     |          | Rebecca Dew          | 22.05.1990   | 1,93 Meter |
| 13     |          | Jordan Taiana Hunter | 20.08.1990   |            |
| 14     |          | Jillian Harmon       | 03.03.1987   | 1,85 Meter |
| 15     |          | Daneka Maree Wipiiti | 08.12.1982   |            |

## Modus
Gespielt wurde in Form einer Best-of-Three Serie. Die Mannschaft, die zuerst zwei Siege erringen konnte, wurde Basketball-Ozeanienmeister der Damen 2011. 

## Ergebnisse
| 7. September 2011 17:15 | Bericht | Australien                                                                | 77 – 64 | Neuseeland | State Netball and Hockey Centre, Melbourne Schiedsrichter: Tim Brown, Elena Chernova, Vaughan Mayberry |
| 7. September 2011 17:15 | Bericht | Punkte pro Viertel: 24 : 12, 19 : 14, 16 : 20, 18 : 18                    |         | | State Netball and Hockey Centre, Melbourne Schiedsrichter: Tim Brown, Elena Chernova, Vaughan Mayberry |
| 7. September 2011 17:15 | Bericht | Punkte: Suzy Batkovic 21 Rebounds: Hanna Zavecz 9 Assists: Hanna Zavecz 5 |         | Punkte: Micaela Cocks, Jillian Harmon 15 Rebounds: Jillian Harmon 8 Assists: Micaela Cocks, Antonia Edmondson, Jillian Harmon 3 | State Netball and Hockey Centre, Melbourne Schiedsrichter: Tim Brown, Elena Chernova, Vaughan Mayberry |
| 7. September 2011 17:15 | Bericht |                                                                           |         | | State Netball and Hockey Centre, Melbourne Schiedsrichter: Tim Brown, Elena Chernova, Vaughan Mayberry |

| 9. September 2011 17:15 | Bericht | Neuseeland | 73 – 92 | Australien                                                                 | Brisbane Entertainment Centre, Brisbane Schiedsrichter: Elena Chernova, Vaughan Mayberry, Gavin Whiu |
| 9. September 2011 17:15 | Bericht | Punkte pro Viertel: 8 : 22, 27 : 20, 20 : 27, 18 : 23                                                                              |         |                                                                            | Brisbane Entertainment Centre, Brisbane Schiedsrichter: Elena Chernova, Vaughan Mayberry, Gavin Whiu |
| 9. September 2011 17:15 | Bericht | Punkte: Micaela Cocks, Natalie Taylor 17 Rebounds: Micaela Cocks, Jillian Harmon, Natalie Taylor 5 Assists: Kate McMeeken-Ruscoe 3 |         | Punkte: Suzy Batkovic 19 Rebounds: Suzy Batkovic 9 Assists: Hanna Zavecz 6 | Brisbane Entertainment Centre, Brisbane Schiedsrichter: Elena Chernova, Vaughan Mayberry, Gavin Whiu |
| 9. September 2011 17:15 | Bericht | |         |                                                                            | Brisbane Entertainment Centre, Brisbane Schiedsrichter: Elena Chernova, Vaughan Mayberry, Gavin Whiu |

| 11. September 2011 18:15 | Bericht | Australien | 82 – 57 | Neuseeland                                                                    | Sydney Entertainment Centre, Sydney Schiedsrichter: Tim Brown, Elena Chernova, Vaughan Mayberry |
| 11. September 2011 18:15 | Bericht | Punkte pro Viertel: 17 : 20, 27 : 9, 9 : 15, 29 : 13                                                                                         |         |                                                                               | Sydney Entertainment Centre, Sydney Schiedsrichter: Tim Brown, Elena Chernova, Vaughan Mayberry |
| 11. September 2011 18:15 | Bericht | Punkte: Abby Bishop 21 Rebounds: Elyse Penaluna 10 Assists: Abby Bishop, Rachael Kate Flanagan, Hanna Zavecz, Tess Madgen, Laura Summerton 3 |         | Punkte: Micaela Cocks 17 Rebounds: Jillian Harmon 7 Assists: Natalie Taylor 4 | Sydney Entertainment Centre, Sydney Schiedsrichter: Tim Brown, Elena Chernova, Vaughan Mayberry |
| 11. September 2011 18:15 | Bericht | |         |                                                                               | Sydney Entertainment Centre, Sydney Schiedsrichter: Tim Brown, Elena Chernova, Vaughan Mayberry |

| Australien               |
| Meister Australien       |
| Dreizehnte Meisterschaft |

## Statistiken

### Individuelle Statistiken

#### Punkte
| Gesamt | Gesamt         | Gesamt | pro Spiel | pro Spiel      | pro Spiel    |
| Platz  | Name           | Anzahl | Platz     | Name           | Durchschnitt |
| ------ | -------------- | ------ | --------- | -------------- | ------------ |
| 1      | Suzy Batkovic  | 53     | 1         | Suzy Batkovic  | 17,7         |
| 2      | Abby Bishop    | 50     | 2         | Abby Bishop    | 16,7         |
| 3      | Micaela Cocks  | 49     | 3         | Micaela Cocks  | 16,3         |
| 4      | Natalie Taylor | 39     | 4         | Natalie Taylor | 13,0         |
| 5      | Jillian Harmon | 37     | 5         | Jillian Harmon | 12,3         |

#### Rebounds
| Gesamt | Gesamt         | Gesamt | pro Spiel | pro Spiel      | pro Spiel    |
| Platz  | Name           | Anzahl | Platz     | Name           | Durchschnitt |
| ------ | -------------- | ------ | --------- | -------------- | ------------ |
| 1      | Suzy Batkovic  | 24     | 1         | Suzy Batkovic  | 8,0          |
| 2      | Abby Bishop    | 23     | 2         | Abby Bishop    | 7,7          |
|        | Elyse Penaluna | 23     |           | Elyse Penaluna | 7,7          |
| 3      | Jillian Harmon | 20     | 3         | Jillian Harmon | 6,7          |
|        | Hanna Zavecz   | 20     |           | Hanna Zavecz   | 6,7          |

#### Assists
| Gesamt | Gesamt         | Gesamt | pro Spiel | pro Spiel      | pro Spiel    |
| Platz  | Name           | Anzahl | Platz     | Name           | Durchschnitt |
| ------ | -------------- | ------ | --------- | -------------- | ------------ |
| 1      | Hanna Zavecz   | 14     | 1         | Hanna Zavecz   | 4,7          |
| 2      | Jillian Harmon | 7      | 2         | Jillian Harmon | 2,3          |
| 3      | Abby Bishop    | 6      | 3         | Abby Bishop    | 2,0          |
|        | Micaela Cocks  | 6      |           | Micaela Cocks  | 2,0          |
|        | Natalie Taylor | 6      |           | Natalie Taylor | 2,0          |

#### Blocks
| Gesamt | Gesamt         | Gesamt | pro Spiel | pro Spiel      | pro Spiel    |
| Platz  | Name           | Anzahl | Platz     | Name           | Durchschnitt |
| ------ | -------------- | ------ | --------- | -------------- | ------------ |
| 1      | Marianna Tolo  | 6      | 1         | Marianna Tolo  | 2,0          |
| 2      | Suzy Batkovic  | 3      | 2         | Suzy Batkovic  | 1,0          |
| 3      | Hanna Zavecz   | 2      | 3         | Hanna Zavecz   | 0,7          |
| 4      | Abby Bishop    | 1      | 4         | Abby Bishop    | 0,3          |
|        | Jillian Harmon | 1      |           | Jillian Harmon | 0,3          |

#### Steals
| Gesamt | Gesamt                | Gesamt | pro Spiel | pro Spiel             | pro Spiel    |
| Platz  | Name                  | Anzahl | Platz     | Name                  | Durchschnitt |
| ------ | --------------------- | ------ | --------- | --------------------- | ------------ |
| 1      | Natalie Taylor        | 5      | 1         | Natalie Taylor        | 1,7          |
| 2      | Suzy Batkovic         | 3      | 2         | Suzy Batkovic         | 1,0          |
|        | Hanna Zavecz          | 3      |           | Hanna Zavecz          | 1,0          |
| 3      | Rachael Kate Flanagan | 2      | 3         | Rachael Kate Flanagan | 0,7          |
|        | Carly Wilson          | 2      |           | Carly Wilson          | 0,7          |

### Kollektive Statistiken

#### Punkte
| Gesamt | Gesamt     | Gesamt | pro Spiel | pro Spiel  | pro Spiel    |
| Platz  | Name       | Anzahl | Platz     | Name       | Durchschnitt |
| ------ | ---------- | ------ | --------- | ---------- | ------------ |
| 1      | Australien | 251    | 1         | Australien | 83,7         |
| 2      | Neuseeland | 194    | 2         | Neuseeland | 64,7         |

#### Rebounds
| Gesamt | Gesamt     | Gesamt | pro Spiel | pro Spiel  | pro Spiel    |
| Platz  | Name       | Anzahl | Platz     | Name       | Durchschnitt |
| ------ | ---------- | ------ | --------- | ---------- | ------------ |
| 1      | Australien | 143    | 1         | Australien | 47,7         |
| 2      | Neuseeland | 90     | 2         | Neuseeland | 30,0         |

#### Assists
| Gesamt | Gesamt     | Gesamt | pro Spiel | pro Spiel  | pro Spiel    |
| Platz  | Name       | Anzahl | Platz     | Name       | Durchschnitt |
| ------ | ---------- | ------ | --------- | ---------- | ------------ |
| 1      | Australien | 51     | 1         | Australien | 17,0         |
| 2      | Neuseeland | 35     | 2         | Neuseeland | 11,7         |

#### Blocks
| Gesamt | Gesamt     | Gesamt | pro Spiel | pro Spiel  | pro Spiel    |
| Platz  | Name       | Anzahl | Platz     | Name       | Durchschnitt |
| ------ | ---------- | ------ | --------- | ---------- | ------------ |
| 1      | Australien | 14     | 1         | Australien | 4,7          |
| 2      | Neuseeland | 1      | 2         | Neuseeland | 0,3          |

#### Steals
| Gesamt | Gesamt     | Gesamt | pro Spiel | pro Spiel  | pro Spiel    |
| Platz  | Name       | Anzahl | Platz     | Name       | Durchschnitt |
| ------ | ---------- | ------ | --------- | ---------- | ------------ |
| 1      | Australien | 12     | 1         | Australien | 4,0          |
| 2      | Neuseeland | 10     | 2         | Neuseeland | 3,3          |

## Abschlussplatzierung
| Rang | Mannschaft |
| ---- | ---------- |
| 1    | Australien |
| 2    | Neuseeland |

Australien qualifizierte sich durch den 3:0-Sieg in der Serie für die Olympischen Sommerspiele 2012 in London, Großbritannien.